# 百ます計算

加法の百ます計算

百ます計算（ひゃくますけいさん）とは、縦10×横10のますの左と上にそれぞれ0から9（の場合が多いが、それ以外もある）の数字をランダムに並べそれぞれ交差するところに指定された計算方法（加法、減法、乗法、除法など）の答えを記入する計算トレーニングである。 

## 概要
基本的には集中力・計算力を高めるために用いる手法であり、“思考力の鍛錬にはならない”（教育ジャーナリストの矢倉久泰）との指摘もあるが、単純な計算を大量にさせることにより、児童に達成感を与え学習習慣になじませることを狙っている。
老化による計算力の低下や認知症の予防のため、中高年のレクリエーション等にも用いられる。

## 歴史
朝日新聞のインタビューによると、昭和40年代頃に岸本裕史の担当するクラスの児童の発想により生まれ、昭和60年代に「百ます計算」と名づけられたという。 その後、弟子筋の隂山英男らが百ます計算を授業で活用し、小学生の基礎学力向上に成果を見せたことにより、陰山メソッドとして話題となった。陰山メソッドの場合、50ますの同じ問題を連続して解かせている。
陰山は百ます計算の普及で有名になったが、それを自分の功績とはせず、事ある毎に「私の師の岸本裕史氏が普及された」と述べている。
2003年には陰山の著した『徹底反復百ます計算』（2002年12月、小学館、ISBN 4-09104-425-5）が300万部を超えるベストセラーとなり、多くの小中学校で授業や自習に取り入れられるようになった。
同年、小河勝が中学生向けの国語と数学の教材として百ます計算を取り入れた書き込み式の小河式プリントを著し、同じくベストセラーとなった。小河式プリントは基礎学力の養成に役立つとして、全国の中学校や学習塾で利用された。小河勝は隂山英男と共に全国各地を回り、小・中学生の基礎学力向上に取り組んだ。
2006年12月には小学館よりニンテンドーDSソフト「DS陰山メソッド電脳反復 ます×ます百ます計算」が発売されるなど、多メディアの展開を見せている。百ます計算は陰山メソッドと共に小学館が商標登録している。